# Ilex guayusa

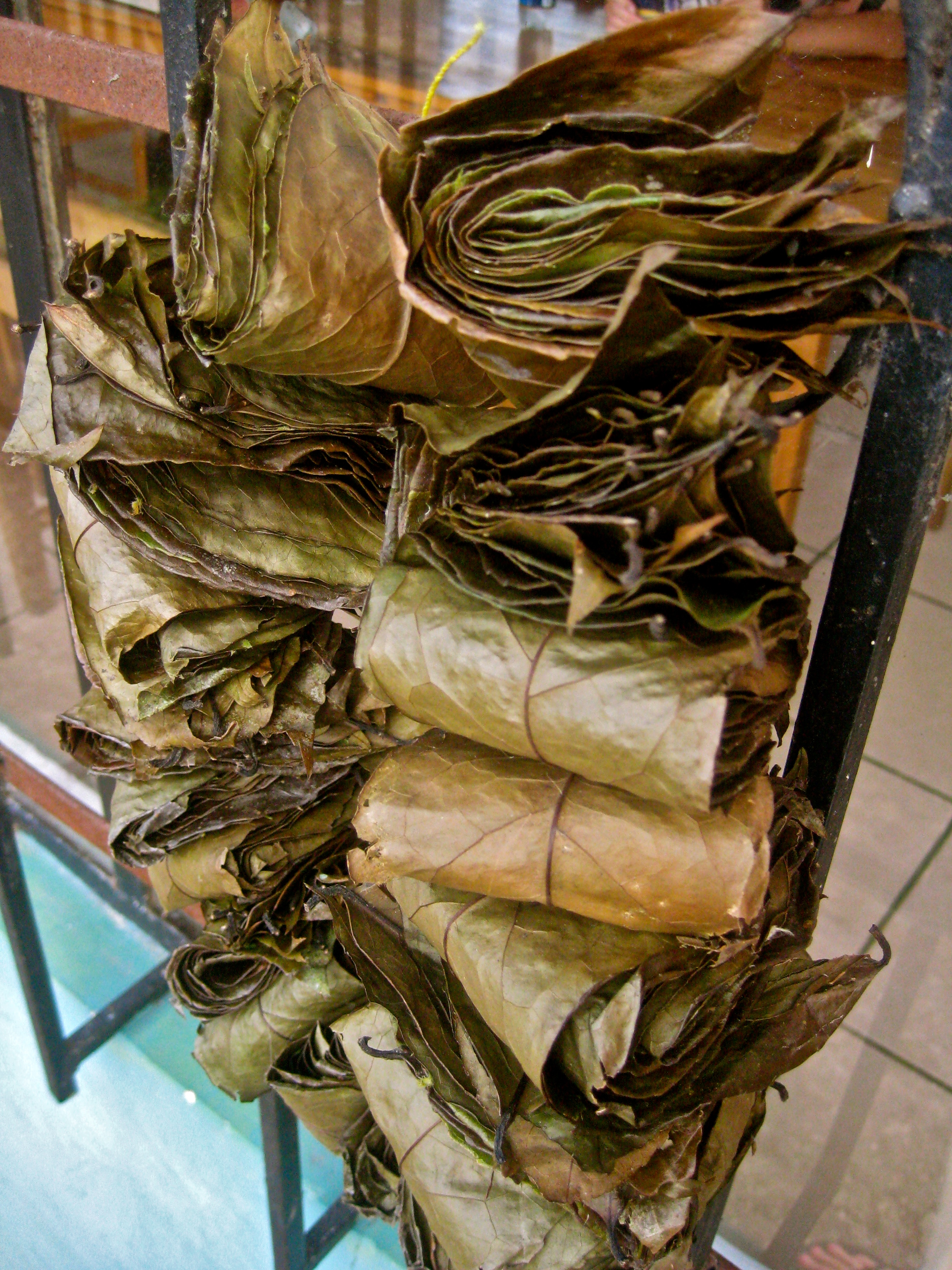
Ilex guayusa

Ilex guayusa je strom z rodu cesmína (Ilex), který pochází z amazonského pralesa. Z jeho listů se připravuje kofeinový nápoj zvaný wayusa, který má stimulační účinky.

## Charakteristika
Tato cesmína je stálezelený strom, který dorůstá výšky 6–30 metrů. Má vejčité, podlouhlé, podlouhle eliptické nebo kopinaté listy 7–22 cm dlouhé a 2,5–7 cm široké. Květy jsou malé a bílé, uspořádané do lat. Plody jsou kulaté a červené, v průměru mají 6–7 cm.
Strom pochází z hornoamazonských oblastí Ekvádoru, severovýchodního Peru a jihozápadní Kolumbie, kde roste v nadmořské výšce mezi 200–2000 metry. Nachází se ve stálezelených či opadavých lesích v podhůří, zejména tam, kde převládají palmy z čeledi arekovitých. Guayusa je známa převážně jako užitková rostlina, divoce se nachází jen zřídka.

## Pěstování a využití
Cesmína guayusa se pěstuje převážně ve východoekvádorských provinciích Napo a Pastaza, částečně však též v Peru a v Kolumbii. Po sklizni se její listy suší, aby se v nich vyvinulo aroma.
Někteří ekvádorští indiáni Kičua vaří listy guayusy ve vodě a tento odvar pak pijí pro jeho stimulační účinky. Kromě toho, že popíjejí šálky guayusy tak, jako mnozí Američané pijí kávu, užívají ji domorodí lovci pro zostření svých instinktů. Tento nápoj nazývají „noční hlídač“, neboť jim pomáhá zůstat celou noc vzhůru. K přípravě čaje se používají jak čerstvé, tak sušené listy guayusy. Ty se suší ve svitcích a váží se dohromady jako havajské girlandy lei

## Chemické složení
Guayusa obsahuje xantiny, jako je kofein. Další druhy cesmín s významným obsahem kofeinu jsou cesmína paraguayská (Ilex paraguariensis) neboli maté a severoamerická Ilex vomitoria.
Kromě kofeinu obsahuje guayusa také theobromin, obvykle se vyskytující v čokoládě a L-theanin, který se jinak vyskytuje v zeleném čaji a který dokáže účinně redukovat stres a duševní napětí.